# Colominella
Colominella es un género de foraminífero bentónico de la subfamilia Colominellinae, de la familia Eggerellidae, de la superfamilia Eggerelloidea, del suborden Textulariina y del orden Textulariida. Su especie tipo es Textulariella paalzowi. Su rango cronoestratigráfico abarca el Mioceno.

## Discusión
Clasificaciones previas hubiesen incluido Colominella en la subfamilia Septotextulariinae, de la familia Textulariidae, de la superfamilia Textularioidea, del suborden Textulariina y del orden Textulariida.

## Clasificación
Colominella incluye a las siguientes especies:
- Colominella paalzowi †
- Colominella torpila †